# Arkhyz

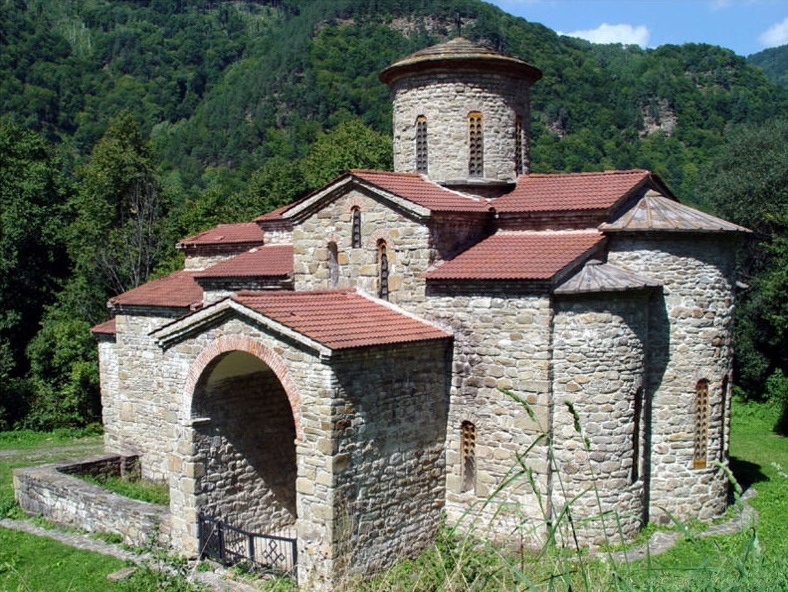
A Igreja Norte é dedicada a São Jorge.

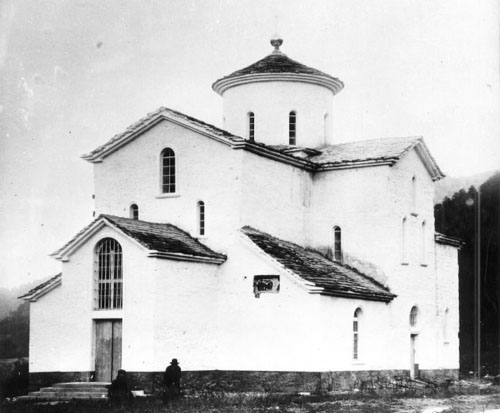
Igreja Central depois de reparos em 1897.

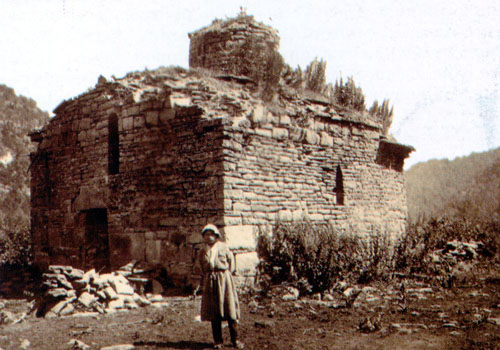
Igreja Sul em 1882

Arkhyz (em russo:  Архыз) é uma região montanhosa na vizinhança do aul epônimo. Ela se situa a uma altitude de 1450 metros, no vale do rio Bolshoi Zelenchuk, República de Carachai-Circássia, Grande Cáucaso, Rússia, a uma distância de cerca de 70 km do Mar Negro. A vila moderna do local foi fundada em 1923, perto da confluência dos rios Arkhyz e Psysh. As montanhas do entorno elevam-se cerca de 3 000 m acima do nível do mar.
Nizhny Arkhyz é uma região de preservação arqueológica, estendendo-se por 4 km em torno das ruínas de Nizhnearkhyzskoe gorodishche, identificada como a capital de Alania, um reino cristão medieval destruído no século XIII pelas hordas de Mangu Cã. Nenhum documento bizantino menciona o nome da cidade, mas Almaçudi refere-se a ela como Ma'as ou Magas.  

## Igrejas
O detalhe mais marcante do lugar é um grupo de três igrejas medievais, cuja construção é associada às atividades missionárias do patriarca de Constantinopla Nicolau I Místico no Cáucaso. Três estruturas guardam muita semelhança com as igrejas Shoana e Senty, situadas em vales vizinhos. No século XIX, as igrejas foram afiliadas ao mosteiro de Santo Alexandre Nevsky. Com a queda da União Soviética, uma comunidade monástica renasceu no local. 
A Igreja Norte parece ter sido a catedral da diocese de Alânia, entre os séculos X e XIII. A cúpula tem uma altura de 21 metros no seu ponto mais alto. O nártex continha no passado um batistério. Um viajante do século XIX descreveu afrescos bizantinos, que ainda eram visíveis nas suas paredes.
A Igreja Central parece ter sido concebida mais cedo que as outras duas, na forma de uma cruz regular, mas ela foi estendida a oeste logo após sua construção original. Ela é muito maior que a Igreja Sul, que foi construída em alvenaria de cascalho grosso, extensivamente restaurada por monges em 1899. Ela caiu em desuso durante os anos soviéticos, mas foi reconsagrada a Santo Elias. A Igreja Sul mantém a distinção de ser a igreja mais antiga em funcionamento de toda a Rússia.

## Remanescentes Ossetas
A 30 km de Nizhny Arkhyz foi encontrada em 1888 uma curta inscrição funerária, escrita em caracteres gregos, datada de 941 ou 963. A inscrição foi interpretada por Vasily Abayev o texto mais antigo preservado em língua osseta. 

## Observatório
Arkhyz é também o local do SAO RAS, um observatório astronômico. Por muito tempo, o telescópio óptico do SAO RAS foi o maior telescópio refletor de espelho sólido do mundo, com 6 metros de diâmetro.